# Josefa García Segret
Pour les articles homonymes, voir Garcia.
Josefa García Segret, née en 1900 à Tui et morte à Oleiros en 1986, est une institutrice républicaine espagnole incarcérée dans la prison centrale de Saturraran, à Mutriku, au Pays basque, victime de la répression franquiste,.

## Biographie
Fille de Concepción Segret et d'Andrés García, elle épouse Hipólito Gallego Camarero. Après le soulèvement nationaliste des 17 et 18 juillet 1936, elle  est arrêtée le 15 août. Sa vie est sauvée grâce aux médecins José Abraldes et Darío Álvarez Blázquez qui simulent une grossesse. Elle est jugée pour rébellion à Vigo le 7 janvier 1937 et condamnée à la peine de mort, peine commuée ensuite en emprisonnement à perpétuité.
Elle est incarcérée à la prison centrale de Saturraran de février 1938 à janvier 1941, puis dans la prison de Can Sales à Palma de Majorque, du 5 janvier 1941 au 8 août 1943, date à laquelle elle est transférée de nouveau à Saturraran où elle sort le 22 mars 1944.
Sa vie se déroule ensuite entre Zamora, Redondela et Vigo.
En 1982, sous la transition démocratique, elle publie une autobiographie, Abajo las dictaduras (en français : À bas les dictatures !), qu'elle édite elle-même, témoignage des années de réclusion sous l'Espagne franquiste. Cet ouvrage est lié à son amie Dolores Valdés Fernández, sa camarade d'incarcération à la prison de Saturraran. 
Elle meurt en 1986 à Oleiros. Sa sépulture se situe à Redondela.